# China Open 2024
China Open 2024 a fost un turneu de tenis din circuitele profesioniste ATP Tour masculin și WTA Tour feminin, care s-a disputat la Centrul Național de Tenis. A douăzeci și treia ediție a turneului masculin și a douăzeci și cincea ediție a turneului feminin China Open a avut loc între 25 septembrie și 6 octombrie 2024 în capitala Chinei, Beijing, pe terenurile cu suprafață dură DecoTurf. Lotul feminin de start a fost mărit, nouăzeci și șase de jucătoare de simplu și treizeci și două de perechi ajungând pentru prima dată la dublu. În categoria WTA 1000, China Open a devenit astfel al cincilea turneu desfășurat în două săptămâni, cu un program de 12 zile.
Turneul masculin, dotat premii de 3.891.650 dolari, face parte din categoria ATP 500. Turneul feminină, cu un buget de 8.955.610 dolari, face parte din categoria WTA 1000. Primii favoriți la simplu au fost numărul unu mondial, italianul Jannik Sinner, și numărul doi mondial, Arina Sabalenka. După începerea invaziei Rusiei în Ucraina la sfârșitul lunii februarie 2022, organismele de conducere ale tenisului, ATP, WTA și ITF, au decis că jucătorii de tenis ruși și bieloruși pot continua să concureze în circuit, dar nu sub steagurile Rusiei și Belarusului până la noi ordine.
Carlos Alcaraz a câștigat al 16-lea său titlu la simplu în circuitul ATP. El a devenit primul jucător de tenis care, la turneele din categoria ATP 500, a completat titluri pe toate suprafețele – zgură, iarbă și suprafață dură. În finală, l-a învins pe Sinner în cel mai lung meci masculin al turneului de la Beijing, care a durat 3:21 ore. Al optulea trofeu la simplu în circuitul WTA și al doilea la nivelul WTA 1000 i-a revenit americancei Coco Gauff, în vârstă de 20 de ani. Ea a fost prima jucătoare de tenis din era deschisă care a câștigat primele șapte finale din carieră pe suprafețe hard. Din postura de lideri ai turneului, italienii Simone Bolelli și Andrea Vavassori și-au confirmat rolul de favoriți, câștigând al treilea trofeu comun în circuitul ATP de dublu. Dublul feminin a fost dominat de italiencele Sara Errani și Jasmine Paolini, care au câștigat al cincilea lor titlu la dublu.

## Campioni

### Simplu masculin
Pentru mai multe informații consultați China Open 2024 – Simplu masculin

### Simplu feminin
Pentru mai multe informații consultați China Open 2024 – Simplu feminin

### Dublu masculin
Pentru mai multe informații consultați China Open 2024 – Dublu masculin

### Dublu feminin
Pentru mai multe informații consultați China Open 2024 – Dublu feminin

## Distribuția punctelor
| Probă           | Câștigător | Finalist | Semifinalist | Sfertfinalist | Runda patru | Runda trei | Runda doi | Runda unu | Q   | Q2  | Q1  |
| Simplu masculin | 500        | 330      | 200          | 100           | 50          | 0          | N/A       | N/A       | 25  | 13  | 0   |
| Dublu masculin  | 500        | 300      | 180          | 90            | 0           | N/A        | N/A       | N/A       | 45  | 25  | 0   |
| Simplu feminin  | 1.000      | 650      | 390          | 215           | 120         | 65         | 35        | 10        | 30  | 20  | 2   |
| Dublu feminin   | 1.000      | 650      | 390          | 215           | 120         | 10         | N/A       | N/A       | N/A | N/A | N/A |

### Premii în bani
| Probă           | Câștigător  | Finalist  | Semifinalist | Sfertfinalist | Runda 4   | Runda 3  | Runda 2  | Runda 1  | Q2       | Q1      |
| Simplu masculin | 695.750 $   | 374.340 $ | 199.495 $    | 101.925 $     | N/A       | N/A      | 54.405 $ | 29.015 $ | 14.870 $ | 8.340 $ |
| Dublu masculin* | 228.510 $   | 121.870 $ | 61.660 $     | 30.830 $      | N/A       | N/A      | N/A      | 15.960 $ | N/A      | N/A     |
| Simplu feminin  | 1.100.000 $ | 585.000 $ | 325.000 $    | 185.000 $     | 101.000 $ | 59.100 $ | 34.500 $ | 23.250 $ | 13.500 $ | 7.000   |
| Dublu feminin*  | 447.300 $   | 236.800 $ | 127.170 $    | 63.600 $      | 34.100 $  | 18.640 $ | N/A      | N/A      | N/A      | N/A     |

*per echipă